# Mesoprionus abaii
Mesoprionus abaii là một loài bọ cánh cứng trong họ Cerambycidae.